# 安姓
安姓是漢字姓氏之一，在《百家姓》中排第79位，是一个典型的多民族来源姓氏。

## 汉族安姓
汉族安姓的分布很广，在北方地区较为集中。北魏有安同，唐朝有安金藏、安祿山、安庆绪，明朝有安国、安如山、安希范，清朝有安致远、安诗、安朝标。

## 朝鲜族安姓
安姓是朝鲜民族的一个常见姓氏，在大韩民国2000年的人口统计中都排名第18位，现约有64万人口，分属20余个不同的本贯。

### 常见本贯
- 順興安氏（순흥)
- 竹山安氏（죽산）
- 廣州安氏（광주）
- 康津安氏（강진）
- 耽津安氏（탐진）
- 竹山安氏 (新)(죽산(신)）
- 慶州安氏（경주）
- 安東安氏（안동）
- 水原安氏（수원）
- 平安安氏（평안）
- 順天安氏（순천）
- 公山安氏（공산）
- 公州安氏（공주）
- 太原安氏（태원）
- 密陽安氏（밀양）
- 金海安氏（김해）
- 南原安氏（남원）
- 唐津安氏（당진）
- 平澤安氏（평택）
- 寶城安氏（보성）

## 其他安姓
达斡尔族“阿尔丹氏”有取首个音节改为单姓“阿姓”或“安姓”的。

## 延伸阅读
[在维基数据编辑]
 《百家姓》
 《欽定古今圖書集成·明倫彙編·氏族典·安姓部》，出自陈梦雷《古今圖書集成》